# عبد الله زيد آل داود
عبد الله زيد آل داود (1965- 1996)، شاعر وأكاديمي سعودي، مثّل جامعة الإمام محمد بن سعود الإسلامية في عدد من الملتقيات الأدبية الدولية والمنتديات العالمية، وأحيا أمسيات شعرية داخل الجامعة وخارجها، وكان يعمل فيها معيدًا بقسم النحو والصرف وفقه اللغة، ومنها حصل على درجة الماجستير، وأعدّ فيها رسالته للدكتوراه بعنوان (النقد النحوي عند الأندلسيين)، وهو أحد الشعراء الشباب ونموذجًا للشاعر العفوي، لم يمهله الأجل لينشر شعره، فقد توفي إثر تعرضه لحادث سير وعمره نحو 31 عامًا، وطُبع ديوانه الوحيد بعد وفاته بـ 8 أعوام تحت عنوان (أطياف)، عمل على جمع الديوان شقيقه عبد العزيز بن زيد آل داود، فيما جُمِع عن حياته كتاب بعنوان (عبد الله آل داود بأقلام عارفيه)، وله مجموعة من الخُطب التي جُمعت كذلك في كتاب (هدي المنابر)، وعدد آخر من المقالات النقدية الاجتماعية التي نشرها في الصحف والمجلات المحلية.

## حياته
ولد في حوطة بني تميم عام 1965، ونشأ يتيم الأب، إذ توفي والده وهو في سن الثانية من العمر، درس المراحل الأولى في بلدته، قبل أن ينتقل للدراسة في المعهد العلمي بالرياض وتخرج فيه عام 1984، ثم التحق بجامعة الإمام محمد بن سعود الإسلامية ودرس في كلية اللغة العربية، وفيها تخرج عام 1988، وعُيّن بعد تخرجه معيدًا في الكلية، وحصل فيها على الماجستير، ثم بدأ في إعداد رسالة الدكتوراه، وقد مثّل الجامعة في كلًا من سلطنة عمان، الفلبين، تايلاند، بنجلاديش، والولايات المتحدة الأمريكية، عُرف بطلاقته في الإلقاء، ووظّف هذه الموهبة في الملتقيات الدعوية التي مثّل بها، وفي الأمسيات الشعرية التي أحياها بشراكة آخرين، ويظهر على آثاره الحزن والأسى الذي خلفه فقد الأب طوال مسيرة حياته، ويظهر جليًا كذلك حبه الشديد لبلدته حوطة بني تميم، وإلمامه بقضايا الأمة العربية والإسلامية.

## أعماله
- ديوان أطياف، 2004.[3][2]
- هدي المنابر، خطب ومواعظ ومواقف، 2004.
- اعتراضات السهيلي على النحاة، جمعًا ودراسة، 1993.[1]

## مؤلفات عنه
- عبد الله بن زيد آل داود بأقلام عارفيه، حمد بن زيد الفحيلة،[3] 1998.[1]

## وفاته
توفي عام 1996، إثر تعرضه لحادث مروري، وهو في طريق العودة من جنوب المملكة إلى الرياض.